# Callispa pretiosum
Callispa pretiosum es un coleóptero de la familia Chrysomelidae.
Fue descrita científicamente por primera vez en 2002 por Hua.